# Leucoma niveata
Leucoma niveata är en fjärilsart som beskrevs av Walker 1865. Leucoma niveata ingår i släktet Leucoma och familjen tofsspinnare. Inga underarter finns listade i Catalogue of Life.